# Allotyp
Allotyp (gr. ἄλλος „inny”) – różnice antygenowe immunoglobulin u osobników tego samego gatunku zdeterminowane przez allel kodujący stałą część łańcucha immunoglobulin.
Allotypy są ważne w powikłaniach po przetaczaniu krwi oraz w badaniach sądowolekarskich (na przykład przy dochodzeniu ojcostwa). U człowieka wykazano 27 allotypów. 